# Eduard Schönfeld
Eduard Schönfeld, född 22 december 1828 i Hildburghausen, död 1 maj 1891 i Bonn, var en tysk astronom. 
Schönfeld blev 1853 assistent vid observatoriet i Bonn. Där utvecklade han redan tidigt en omfattande och betydelsefull verksamhet, i det att han under Friedrich Wilhelm August Argelanders ledning och i samverkan med Adalbert Krüger slutförde Argelanders omfattande verk "Bonner Durchmusterung" för norra stjärnhimmeln. År 1859 blev Schönfeld direktor för observatoriet i Mannheim, där han, trots de tämligen blygsamma resurser, som stod honom till buds, genomförde arbeten av bestående värde. Han fortsatte där sitt redan i Bonn påbörjade studium av de variabla stjärnorna samt utförde omfattande observationsarbeten över nebulosor och stjärnhopar. Sedan han 1875 kallats till Argelanders efterträdare som direktor för observatoriet och professor vid Bonns universitet, genomförde han där sitt största verk, en utsträckning av Argelanders "Bonner Durchmusterung" ända till 23° sydlig deklination (upptagande 133 659 stjärnor). Schönfeld tilldelades James Craig Watson-medaljen 1889.

## Eftermäle
Asteroiden 5926 Schönfeld är uppkallad efter honom.